# Fabian Buch
Fabian Buch (* 30. Juli 1990 in Neustadt an der Weinstraße) ist ein deutscher Popsänger und Schauspieler aus Rheinland-Pfalz. Er ist Gewinner des Internet-Castingformats The Flatstar von 2010. Er benutzt auch den Namen .fab als Pseudonym.

## Leben
Buch ist in einer musikalischen Familie aufgewachsen. Während seiner Schullaufbahn am Hannah-Arendt-Gymnasium in Haßloch nahm er bei dem Web-TV-Format „The Flatstar“ teil, einer neuen alternativen Castingshow, die auf binwach.de und von T-Online ausgestrahlt wurde. Zusammen mit fünf anderen Kandidaten lebte Buch vier Wochen lang in einer Musik-WG in Los Angeles und schaffte es, sowohl die Jury als auch die Zuschauer zu überzeugen und damit die Show zu gewinnen. Seine Debütsingle Hello, Hello komponierte er zusammen mit dem US-Produzenten Joaquin Bynum.
Buch ist in der Rolle des „Holger Martin“ in dem Kinofilm Bibi & Tina und dessen Fortsetzungen zu sehen. Als Leadsänger singt er sowohl den gleichnamigen Titelsong Bibi & Tina (Neue Version) sowie die beiden Lieder Mädchen auf dem Pferd und Alles Geht. Der Titelsong erlangte mit Erscheinen der Bibi-und-Tina-Serie erneut an größere Bekanntheit und erreichte Rang 15 der Single-Trend-Charts am 19. Juni 2020, womit das Stück knapp die deutschen Singlecharts verfehlte. Dennoch ist es sein größter Charterfolg seit neun Jahren.

## Diskografie
Alben
- Hello Hello (2010)
- Romeo & Julia das Musical (2014)

Singles
- Hello Hello (2010)

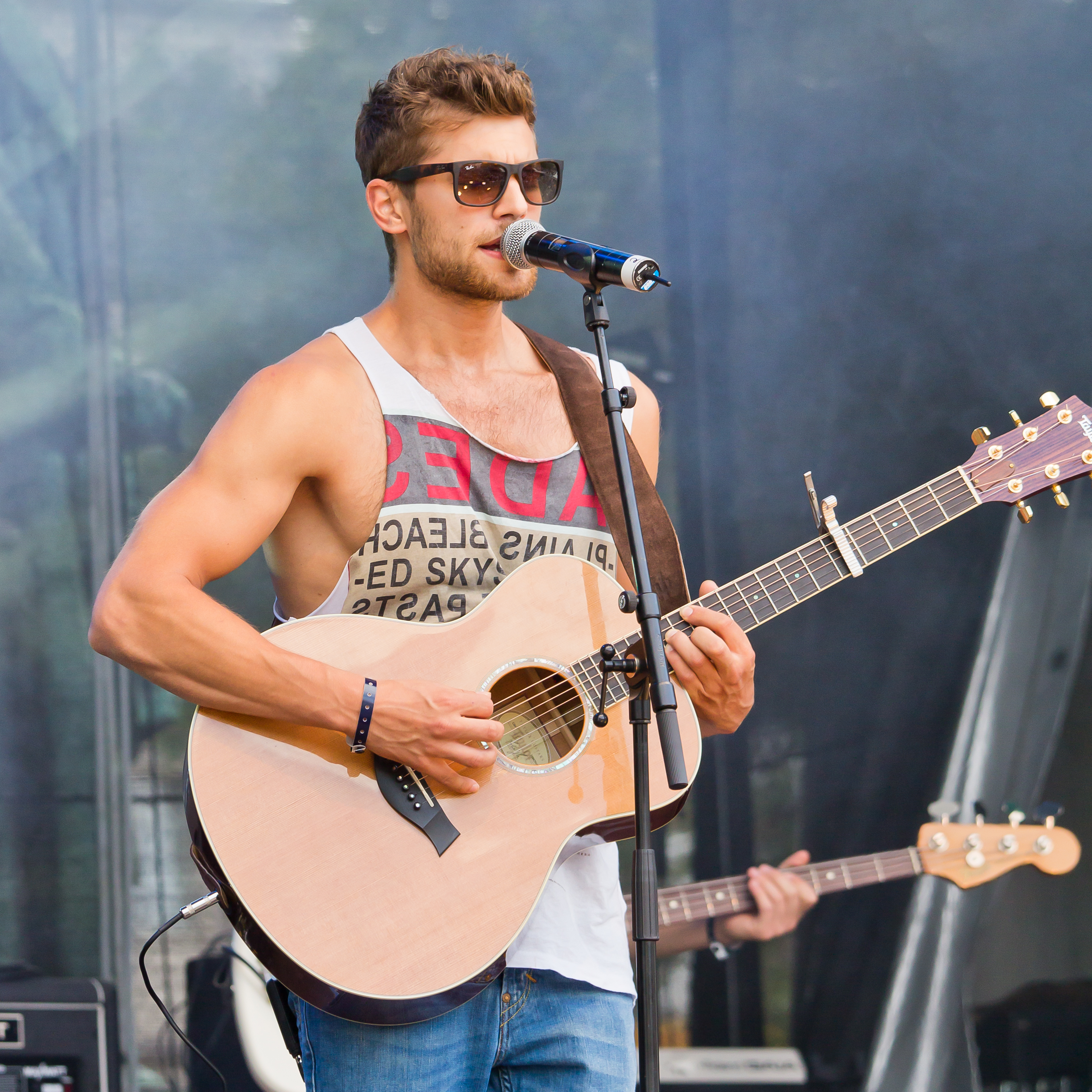
Fabian Buch, Juli 2012 auf dem Straßenfest zur Cologne Pride

- When You’re with Me / Ich fliege (2010)
- Merry, Merry Christmas (2010)
- Head in the Clouds (2011)
- Happy Birthday (Once Again) (mit Clara Louise, 2011)
- Turn off the Lights (2011)
- Keiner Hier (2012)
- Wann warst du da (2017)[5]
- Sekundenschlaf (2017)[6]
- Was ist da los (2018)
- Schnelles Glück (2018)[7]
- Rampenlicht (mit Curse und Muso, 2018)[8]

## Filmografie
- 2014: Bibi & Tina
- 2014: Bibi & Tina: Voll verhext!
- 2016: Bibi & Tina: Mädchen gegen Jungs
- 2017: Bibi & Tina: Tohuwabohu Total